# Luis Castro Obregón
Luis Castro Obregón (Ciudad de México, 13 de abril de 1964) es un político, maestro y periodista mexicano, miembro del partido Nueva Alianza y presidente de este instituto político desde 2011 hasta 2018.

## Formación Académica
Luis Castro Obregón es licenciado en Ciencia Política y Administración Pública por la Universidad Iberoamericana. En España continua sus estudios obteniendo la maestría en Análisis de Inteligencia en las universidades madrileñas Universidad Carlos III de Madrid y Universidad Rey Juan Carlos. Así mismo, cursó estudios de doctorado en Ciencias de la Comunicación y Sociología por la Universidad Complutense de Madrid. Su formación se complementa con cursos en Comunicación y Gestión Política, Análisis de Conflictos Internacionales, Comunicación y Defensa, Comunicación de Instituciones Políticas y Tendencias de la economía mundial en el nuevo milenio.

## Trayectoria

### Etapa de docencia
En su faceta de maestro, Castro Obregón fue coordinador durante más de una década del Diplomado en Análisis Político en la Universidad Iberoamericana, además de impartir clases de posgrado en universidades como el Claustro de Sor Juana, la Universidad Autónoma de Querétaro, la Universidad Autónoma de Tlaxcala, la Universidad Autónoma de Nuevo León, y la Escuela Libre de Ciencia Política de Puebla.

### Etapa en el servicio público
En su desempeño en la función pública, fue director general de Evaluación de Proyectos Prioritarios en la Coordinación General de Planeación y Evaluación del Gobierno del Distrito Federal de 1996 a 1997 y asesor del director general del Registro Nacional de Población de la Secretaría de Gobernación en 1998.

### Etapa en el SNTE
En el SNTE fue secretario particular de la maestra Elba Esther Gordillo y formó parte del grupo de asesores que impulsaron la reforma estatutaria en el Sindicato Nacional de Trabajadores de la Educación de 1989 a 1991. Fue Patrono de la Fundación SNTE para la Cultura del Maestro Mexicano y miembro del Consejo Nacional Técnico de la Educación. y, además, fue parte de las negociaciones del Acuerdo Nacional por la Modernización de la Educación Pública, el establecimiento de la Carrera Magisterial y la reforma de la Ley General de Educación.

### Labor Internacional
En el ámbito internacional, coordinó la oficina regional europea de la agencia mexicana de noticias Notimex y presidió la Asociación de Corresponsales de Prensa Extranjera en Madrid. Como miembro del Servicio Exterior asimilado en las oficinas de la Secretaría de Gobernación y de la Agregaduría Legal en la Embajada de México en España, representó a México en organismos bilaterales y multilaterales en temas de seguridad y justicia.

### Presidente de Nueva Alianza
Luis Castro Obregón estuvo dentro del grupo que propuso la creación de una agrupación de corte político que promoviera y defendiera los valores de la educación pública, lo que llevó a la fundación del Partido Nueva Alianza.
En 2011 es investido presidente de este instituto político, posición que aún desempeña hoy tras su reelección al cargo en 2014, y que desempeñará presumiblemente hasta 2018.
Bajo su presidencia, el partido ha aumentado un 42% su registro de afiliados, y se impulsó el Grupo Parlamentario Abierto, que representa una plataforma de transparencia y rendición de cuentas de los legisladores aliancistas. Además impulsó la aprobación del año de Octavio Paz en el Congreso.